# Come Together
«Come Together» (en español traducida a veces como «Vengan juntos» y a veces como «Juntémonos») es una canción de la banda británica de rock The Beatles. Fue escrita por John Lennon y acreditada a Lennon-McCartney. La canción es la primera en el álbum de septiembre de 1969, Abbey Road. Un mes después también apareció como uno de los lados del sencillo número veintiuno del grupo (fue un sencillo con dos caras A, el otro siendo "Something" de George Harrison) en el Reino Unido, y su número veintiséis en los Estados Unidos. La canción alcanzó el número 1 de las listas en Estados Unidos, mientras que se convirtió en un éxito Top 10 en el Reino Unido.

## Origen
“Come Together” comenzó como un intento de Lennon por escribir una canción para Timothy Leary en su campaña electoral por ser el gobernador de California, en donde compitió contra Ronald Reagan.

## Demanda
"Come Together" fue el tema de una demanda por plagio en 1973 en contra de Lennon por la editora musical de Chuck Berry, propiedad de Morris Levy, porque una línea en "Come Together" tiene parecidos con una línea de "You Can't Catch Me" de Chuck Berry: (eso es, "Here come ol' flattop, he come groovin' up slowly"  en la canción de The Beatles' vs. "Here come up flattop, he was groovin' up with me" en la canción de Chuck Berry) Después de solucionarlo en la corte, Lennon prometió grabar otras canciones pertenecientes a Levy, las cuales fueron lanzadas en su álbum de 1975, Rock 'n' Roll.

## Producción

### Grabación

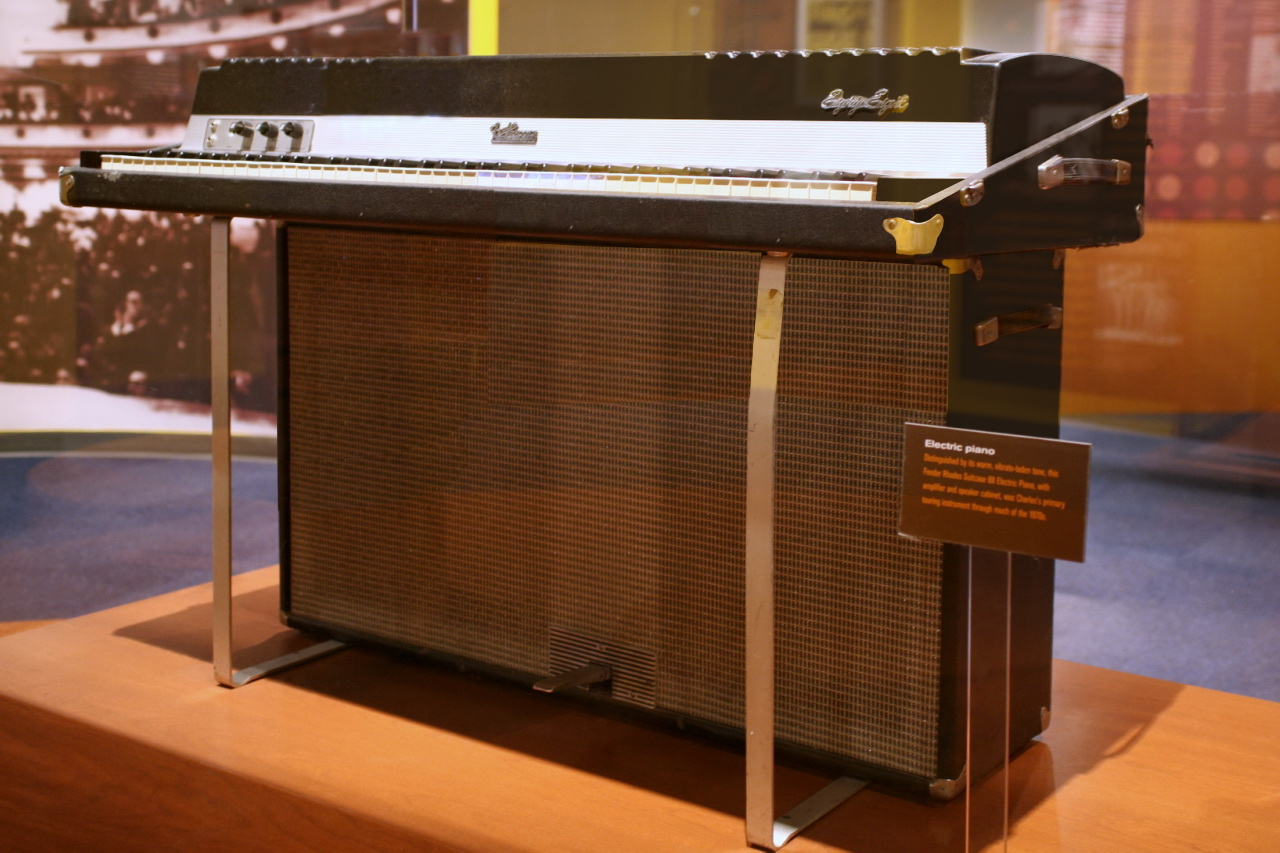
Un piano eléctrico Fender Rhodes, similar al que McCartney uso para la canción.

The Beatles grabarían la toma básica del tema el 21 de julio de 1969 en el estudio tres de EMI Studios, durante las sesiones de Abbey Road. El productor sería George Martin, con la asistencia de los ingenieros de sonido Geoff Emerick y Phil McDonald.
El grupo llegaría a grabar ocho tomas de «Come Together», con la seis siendo marcada como la mejor. En esta,
Lennon ejerce como voz principal mientras McCartney toca el bajo, George Harrison la guitarra rítmica, y Ringo Starr la batería. En la canción, los tom de la batería de Ringo tienen paños de cocina encima para un sonido más ahogado. Lennon, además de cantar, acompañaría con palmas cada vez que decía «Shoot me!» («¡Dispárame!») y, añadiría una pandereta en la sección del solo y la coda. Grabada originalmente en un equipo de 4 pistas, al final de la sesión la toma seis sería copiada en un equipo de 8 pistas en el estudio dos, permitiendo así una mejor manipulación de la ecualización y el overdubbing.

## Lanzamiento y aclamación
"Come Together" fue lanzada como un doble cara A con "Something" y como primera canción del álbum Abbey Road.
Por un tiempo, la canción fue censurada por la BBC, con la creencia que la línea "he shoot Coca-Cola" podía ser vista como una referencia a la cocaína.
Rolling Stone posicionó a "Come Together" en el número 205 en su Lista de las 500 mejores canciones de todos los tiempos.
En el álbum recopilatorio Love, "Come Together" es la canción número 19. Se pueden escuchar en ella secciones de "Dear Prudence" y "Cry Baby Cry" al final de la canción.

## Otras versiones
Entre los músicos que han grabado versiones de "Come Together" se encuentran:
- John Lennon, Live in New York, el 30 de agosto de 1972. Cabe destacar que, meses antes, en sus conciertos en el Madison Square Garden, Come Together sería la única canción de los Beatles que integraría a su repertorio. Fue acompañado por los Elephant's Memory. Es común la discusión por cuál versión es la mejor: si la de Lennon solista, o acompañado por los 3 de Liverpool.
- Gary Clark Jr., Paul Weller, Noel Gallagher, Steve Cradock, Steve White, Carleen Anderson, & Paul McCartney como  The Smokin' Mojo Filters.
- Ike & Tina Turner
- Aerosmith
- Dandy Livingstone
- Michael Jackson
- Jennifer Lopez en colaboración con Mary J. Blige
- Axl Rose en colaboración con Bruce Springsteen.
- Enrique Bunbury (en concierto)
- Alejandro Lires
- The Brothers Johnson en su disco Look Out for #1.
- Flaco Miles Band
- Marcus Miller
- Spiralmouth
- Proyecto Molusco en su disco "Blind Maiden Project".
- Joe Cocker
- Mina Mazzini
- Marilyn Manson
- Soundgarden
- Willie Bobo
- George Benson
- Labyrinth en su disco 6 Days to Nowhere.
- Gotthard en su disco Dial Hard.
- Elton John (en concierto)
- Catupecu Machu en su disco Dale!
- Red Hot Chili Peppers en Abbey Road Sessions 2006
- Kris Allen
- Godsmack
- Def Leppard
- The Supremes
- Tok Tok Tok en su disco Revolution 69.
- Arctic Monkeys en la ceremonia de apertura de los Juegos Olímpicos Londres 2012.
- Superchango
- You Me At Six
- Adam Levine, Blake Shelton, Shakira & Usher al inicio de la cuarta temporada del programa de televisión The Voice
- The Rolling Stones en la primera fecha del Desert Trip 2016.
- tRío lucas, en vivo en San Telmo, 8 de diciembre de 2003
- Gary Clark JR para la banda sonora de la película Justice League de DC Cómics a finales de 2017
- Foo Fighters en un concierto con Liam Gallagher y Joe Perry como invitados
- Ensamble D'a Ratico (2022), agrupación de música popular venezolana que se caracteriza por hacer versiones "tipo cover" de música a nivel mundial y de todos los géneros fusionándola con géneros de la música popular y tradicional de Venezuela.

## Personal
De acuerdo a Kevin Howlett:
- John Lennon – voz principal, coros, guitarra, palmas y pandereta.
- Paul McCartney – coros, bajo y piano eléctrico
- George Harrison – guitarra líder y guitarra rítmica
- Ringo Starr – batería y maracas

## Posición en las listas
| Año  | País           | Lista               | Canción                     | Posición | Semanas N.º 1 | Semanas en lista |
| ---- | -------------- | ------------------- | --------------------------- | -------- | ------------- | ---------------- |
| 1969 | Reino Unido    | Record Retailer     | «Something»/«Come Together» | 4        | —             | 12               |
| 1969 | Reino Unido    | New Musical Express | «Something»/«Come Together» | 5        | —             |                  |
| 1969 | Reino Unido    | Melody Maker        | «Something»/«Come Together» | 4        | —             | 10               |
| 1969 | Estados Unidos | Billboard Hot 100 * | «Come Together»             | 2        | —             | 6                |
| 1969 | Estados Unidos | Billboard Hot 100 * | «Come Together»/«Something» | 1        | 1             | 10               |
| 1969 | Estados Unidos | Record World        | «Come Together»/«Something» | 1        | 5             |                  |
| 1969 | Estados Unidos | Cash Box            | «Come Together»             | 1        | 3             |                  |

(*) «Come Together» pasó un total de 16 semanas en el Billboard Hot 100, diez de ellas conjuntamente con «Something»